# Libanios
Libanios (griechisch Λιβάνιος Libánios; * 314 in Antiochia am Orontes; † nach 393 vermutlich ebenda) gilt als der bedeutendste griechische Redner der Spätantike.

## Leben

### Familiengeschichte und Jugendzeit
Libanios wurde im Jahre 314 in Antiochia am Orontes in der damaligen römischen Provinz Syria geboren und starb dort vermutlich bald nach 393. Er entstammte einer vermutlich seit der zweiten Hälfte des 3. Jahrhunderts in Antiochia ansässigen Kurialenfamilie, die zu einigem Wohlstand gekommen war, zum Zeitpunkt der Geburt des Libanios allerdings schwere Zeiten hinter sich hatte. Sowohl sein Großvater als auch dessen Bruder waren 303 im Zusammenhang des Usurpationsversuchs eines gewissen Eugenius (über den ansonsten nur wenig bekannt ist) hingerichtet worden. Im Rahmen dieser Ereignisse scheint die Familie des Libanios einen größeren Teil ihres Vermögens eingebüßt zu haben.

### Studium
Zunächst in Antiochia von Privatlehrern erzogen, begann er sein Rhetorikstudium bei dem zu dieser Zeit bedeutendsten antiochenischen Rhetoriker Ulpianus von Antiochia. Von Antiochia begab er sich zur Vervollständigung seiner Studien 334 nach Athen. Ursprünglich wollte er dort der Schule des Epiphanius beitreten, einem Sohn des Ulpianus von Antiochia. Doch auf dem Weg vom Hafen zur Stadt wurde er von Studenten des Diophantos von Alexandria, eines Konkurrenten des Epiphanius, abgefangen und gezwungen, dessen Schule beizutreten. Insgesamt scheint sich Libanios von den in Athen zu dieser Zeit weit verbreiteten Streitigkeiten zwischen den Studenten der verschiedenen Schulen ferngehalten zu haben.

### Unterrichtstätigkeit in Konstantinopel, Nikaia und Nikomedien
Um den Jahreswechsel 340/341 eröffnete Libanios seine erste Schule in Konstantinopel. Die von Intrigen geprägte Atmosphäre in der Hauptstadt – ältere Kollegen scheinen dem jungen Neuankömmling den großen Zulauf, den seine Schule verzeichnen konnte, geneidet zu haben; Libanios selbst berichtet über eine Auseinandersetzung mit dem Rhetor Bemarchios – scheint aber relativ rasch zu dem Wunsch nach einem Ortswechsel geführt zu haben. Um 342 gelang es ihm dann, eine Erlaubnis für einen Wechsel zunächst nach Nikaia zu erlangen. Nach einem offenbar nur kurzen Aufenthalt dort trat er ab 342/343 eine Stelle in Nikomedia an. Damit begann nach eigener Aussage eine der glücklichsten Zeiten in seinem Leben, gekennzeichnet sowohl durch eine große Produktivität als auch durch eine große Zahl von Schülern; nach eigener Aussage gelang es ihm sogar, aus der Hauptstadt Schüler abzuwerben. In dieser Zeit besuchte etwa Basilius von Cäsarea die Schule des Libanios, auch der spätere Kaiser Julian konnte ihn kurze Zeit (wenn auch nur mittelbar über Vorlesungsmitschriften) hören. Nach fünf Jahren wurde er allerdings wieder in die Hauptstadt zurückgerufen, wo er erneut bis 353/354 lehrte.

### Endgültige Rückkehr nach Antiochia
Erst 354 gelang es Libanios schließlich, sich endgültig in seiner Heimatstadt anzusiedeln; er sollte sie bis zu seinem Tod nicht mehr verlassen. In Antiochia konnte er rasch eine führende Position unter den Rhetoren der Stadt einnehmen. Auch besaß er bald hervorragende Kontakte sowohl zu den führenden Persönlichkeiten der Stadt als auch zu einflussreichen Beamten am Hof von Kaiser Constantius II. Einen ersten Höhepunkt stellten die Vorbereitungen des Perserfeldzugs Kaiser Julians dar, die diesen nach Antiochia führten. Schnell entwickelte sich ein freundschaftliches Verhältnis zwischen Julian und Libanios, der in den engsten Personenkreis um den Kaiser aufgenommen wurde, wobei er sich offenbar eine Stärkung des Heidentums erhoffte. Auch nach Julians Tod 363, der den Versuch einer heidnischen Restauration beendete, behielt Libanios zunächst seine einflussreiche Position in der Stadt, auch wenn ihn der Tod Julians offenkundig tief getroffen hatte. Zu seinen Schülern in dieser Zeit gehörten Amphilochius von Ikonium und Johannes Chrysostomos; auch mit anderen Intellektuellen stand er in Kontakt. Meist geht man davon aus, dass es sich bei dem Adressaten eines Libanios-Briefs (ep. 1063) namens Marcellinus um den aus Antiochia stammenden Geschichtsschreiber Ammianus Marcellinus handelt, doch wird dies in der neueren Forschung vermehrt bezweifelt.

### Erzwungene Untätigkeit
Nachdem Kaiser Valens ab 371/372 im Zuge militärischer Operationen seine Residenz praktisch nach Antiochia verlegte, setzte nach der Aufdeckung der Verschwörung des Theodorus eine regelrechte Heidenverfolgung im griechischen Osten ein, der in den folgenden Jahren viele heidnische Intellektuelle zum Opfer fielen. Das heidnisch geprägte geistige Leben im Reichsosten hat sich nie wieder vollständig von diesem Schlag erholt. Ein Schlaglicht auf die Zustände in Antiochia wirft etwa Johannes Chrysostomos, der berichtet, wie er beim Spielen am Ufer des Orontes ein magisches Buch gefunden, aufgehoben, beim zufälligen Herannahen eines Soldaten aber in Todesangst wieder in den Fluss geworfen habe.
Libanios konnte zwar – wohl aufgrund einflussreicher Protektion am kaiserlichen Hof – die Verfolgungen unversehrt überstehen, stellte aber mit großer Wahrscheinlichkeit seinen Lehrbetrieb ein und vermied öffentliche Auftritte.

### Der „zweite Frühling“
Das Jahr 378 brachte mit der Katastrophe von Adrianopel und dem Tod des Valens für Libanios einen unerwarteten Neuanfang. In kurzer Zeit gelang es ihm, wieder eine führende Position unter den Rhetorikern der Stadt zu erlangen. Dazu gewann er erneut erheblichen politischen Einfluss sowohl in Antiochia als auch am Hofe von Theodosius I. Einen Höhepunkt dieser Entwicklung bildeten die so genannten Statuenunruhen von 387; hier hat es den Anschein, als habe Libanios maßgeblich dazu beigetragen, den führenden Schichten seiner Heimatstadt weitere kaiserliche Kollektivstrafen zu ersparen. Noch die letzten erhaltenen Nachrichten über Libanios weisen ihn als um seinen Einfluss am Hof und höchste Protektion bemüht aus.
Das letzte Lebensjahrzehnt hielt für Libanios aber auch schwere Schicksalsschläge bereit. So starben 390 kurz hintereinander seine Lebensgefährtin sowie sein einziger Sohn Kimon. Die letzten Nachrichten über Libanios haben sich aus dem Jahr 393 erhalten. Bald danach wird er gestorben sein; eine Bemerkung des Synesios von Kyrene aus dem Jahr 404 über einen greisen Rhetoriker bezieht sich mit Sicherheit nicht auf Libanios. Zu seinen Schülern zählten unter anderem Theodor von Mopsuestia und Johannes Chrysostomos.

## Werk

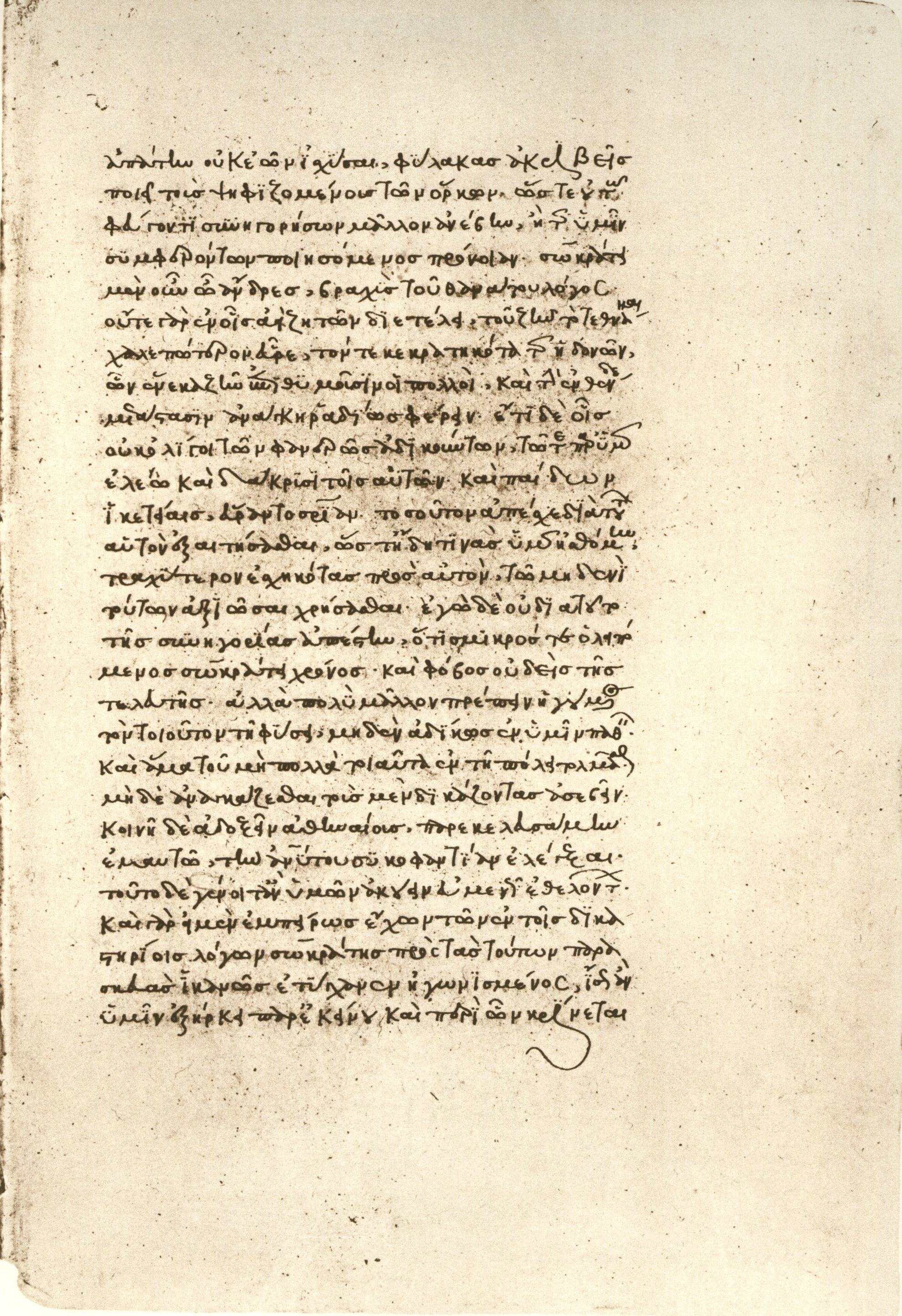
Eine Seite des Textes einer Rede des Libanios in der 1315/1316 geschriebenen Handschrift Rom, Biblioteca Apostolica Vaticana, Vaticanus Urbinas graecus 126, fol. 124r

Das erhaltene Werk des Libanios lässt sich in Reden, Schriften aus der Rhetorikschule sowie Briefe aufteilen.
- Sein Redenkorpus umfasst 64 Reden (Orationes); zu den bedeutendsten zählen seine Autobiographie (or. 1), eine Grabrede auf Kaiser Julian (Epitaphios logos), eine panegyrische Rede auf Kaiser Constantius II. (Basilikos logos), eine an Kaiser Theodosius I. gerichtete Rede zur Verteidigung der heidnischen Religion (pro templis) sowie eine Lobrede auf seine Heimatstadt Antiochia (Antiochikos, or. 11). Nicht alle dieser Texte sind tatsächlich vor Publikum vorgetragen worden, einige dienten vielmehr als Sendschreiben, Denkschriften oder Ähnliches. Zu den 64 Orationes kommen 51 „Musterreden“ (Declamationes), die ausschließlich der Vorstellung des eigenen rhetorischen Könnens dienten und zumeist geschichtliche bzw. mythische Themen behandeln oder bestimmte Charaktertypen abbilden sollen. Besonders bekannt ist hieraus die „Verteidigung des Sokrates“ (decl. 1), eine Antwort auf die „Anklage des Sokrates“ von Polykrates. Allerdings sind wohl einige der überlieferten Musterreden unecht und stammen nicht von Libanios.

- An rhetorischen Schriften sind unter dem Namen des Libanios verschiedene Texte für den Gebrauch in einer Rhetorenschule (Progymnásmata), 57 Kommentare (Hypothéseis) zu Reden des Demosthenes sowie ein (allerdings wohl unechter) theoretischer epistolographischer Traktat mit dem Titel „Epistolimaíoi charaktḗres“ überliefert.

- Das Briefkorpus umfasst an die 1600 erhaltene Briefe; damit stellt es eines der umfangreichsten erhaltenen Briefkorpora der Antike überhaupt dar. Im Gegensatz etwa zu den epistulae Plinius des Jüngeren handelt es sich bei den Briefen des Libanios nicht um eine insgesamt auf eine Veröffentlichung hin überarbeitete Sammlung. So finden sich zwischen den einzelnen Texten der Sammlung mannigfache Unterschiede hinsichtlich Stil und Inhalt.

## Fortleben
Libanios entfaltete eine außerordentliche Wirkungsgeschichte. Der byzantinischen Rhetorik galt er als vorbildlich und diente als einer der wichtigsten Schulautoren; so fanden gerade seine dem Rhetorikunterricht zuzuordnenden Schriften weite Verbreitung. Noch die Renaissance schätzte Libanios als Stilisten so sehr, dass um 1474 der Venezianer Francesco Zambeccari, um sich für eine offizielle Anstellung zu empfehlen, eine Ausgabe mit angeblichen Übersetzungen von Libaniosbriefen drucken ließ, die in Wahrheit von ihm erfunden worden waren. Im 17. Jahrhundert geriet Libanios dann langsam in Vergessenheit, der ihn erst die Forschung der zweiten Hälfte des 19. Jahrhunderts, insbesondere aber der Breslauer Philologe Richard Förster entreißen konnte.

## Textausgaben, Übersetzungen und Kommentare
- Scott Bradbury: Selected Letters of Libanius: From the Age of Constantius and Julian (= Translated Texts for Historians. Band 41). Liverpool University Press, Liverpool 2004 (Online-Ausschnitte).
- Scott Bradbury, David Moncur (Hrsg.): Letters of Libanius from the age of Theodosius (= Translated Texts for Historians. Band 82). Liverpool University Press, Liverpool 2023, ISBN 978-1-80207-683-7.
- Tilman Krischer, Werner Portmann: Libanios: Kaiserreden (= Bibliothek der griechischen Literatur. Band 58.) Anton Hiersemann, Stuttgart 2002 (fachwissenschaftliche Rezension).
- Ulrich Lempp: Libanios: Musterreden (= Bibliothek der griechischen Literatur. Band 78). Antion Hiersemann, Stuttgart 2015.
- Heinz-Günther Nesselrath u. a.: Für Religionsfreiheit, Recht und Toleranz. Libanios' Rede für den Erhalt der heidnischen Tempel (= SAPERE. Band 18). Mohr Siebeck, Tübingen 2011, ISBN 978-3-16-151002-1 (PDF im Open Access).
- A. F. Norman: Antioch as a Centre of Hellenic Culture as observed by Libanius. Liverpool 2000.
- D. A. Russell: Libanius. Imaginary speeches: a selection of declamations. London 1996.
- Georgios Fatouros, Tilman Krischer: Libanios: Antiochikos (or. XI): Zur heidnischen Renaissance im christlichen Antiochia. Wien 1992.
- A. F. Norman: Libanius. Autobiography and selected letters. 2 Bände, London 1992.
- A. F. Norman: Libanius. Selected Works. 2 Bände (I, The Julianic Orations = Or. 13, 12, 14, 15, 16, 17, 18, 24; II = Or. 2, 50, 30, 45, 33, 23, 19, 20, 21, 22, 48, 49, 47), London 1969–1987.
- Georgios Fatouros, Tilman Krischer: Libanios. Briefe. München 1980 (kleine Auswahl aus dem erhaltenen Briefkorpus).
- Jean Martin, P. Petit, Pierre-Louis Malosse: Libanios. Discours. 3 Bände, Paris 1979, 1988, 2004.
- Richard Foerster: Libanii opera (= Bibliotheca Teubneriana). 12 Bände, Teubner, Leipzig 1903–1927 (grundlegende Textausgabe).